# Cladrastis sikokiana
Cladrastis sikokiana là một loài thực vật có hoa trong họ Đậu. Loài này được (Makino) Makino miêu tả khoa học đầu tiên.